# Гвінейська песета
Гвінейська песета (ісп. peseta guineana) — грошова одиниця Екваторіальної Гвінеї в 1969-1975. Песета = 100 сентім.

## Історія
Гвінейська песета введена 12 жовтня 1969, замінивши іспанську песету 1:1.
29 вересня 1975 введена нова грошова одиниця - екуелі, обмін також проводився 1:1.

## Банкноти та монети
Випускалися банкноти в 100, 500 та 1000 песет.
Випускалися монети в 1, 5, 25, 50 песет. Карбувалися також пам'ятні монети з дорогоцінних металів у 25, 50, 75, 100, 150, 200, 250, 500, 750, 1000, 5000 песет.